# The Sounds of Silence
«The Sounds of Silence» (en español: «Los sonidos del silencio») es una canción que popularizó en la década de los 60 el dúo estadounidense Simon & Garfunkel.

## Historia
Fue escrita el 19 de febrero de 1964 por Paul Simon, tras el asesinato de John F. Kennedy el 22 de noviembre del anterior año, como un intento de expresar el sentimiento popular tras el desafortunado suceso.
La canción, cantada por ambos miembros del grupo y acompañada por la guitarra de Simon, fue originalmente grabada como una pieza acústica de su primer álbum, Wednesday Morning, 3 A.M., pero posteriormente fue retocada por el productor Tom Wilson (productor musical) con batería, bajo y guitarra eléctrica, y reeditada como sencillo en septiembre de 1965, el cual llegaría a alcanzar el número uno de las lista de Estados Unidos el día de Año Nuevo de 1966. Esta versión se incluyó en el álbum Sounds of Silence.
Si bien en el primer álbum aparecía con el nombre The Sounds of Silence, éste sería cambiado por The Sound of Silence a partir de su aparición en el álbum Sound of Silence. Ambas formas, aparecen a lo largo de la letra de la canción.
Esta canción formó parte de la banda sonora de las películas El Graduado (1968), Perdidos en la noche (1969) y Watchmen (2009), así como en la película Bobby, de Emilio Estévez (2005), que trata sobre las últimas horas del senador Robert F. Kennedy, así como su asesinato en 1968.
También tuvo una aparición en Lady Bouvier's Lover, episodio perteneciente a la quinta temporada de la serie Los Simpson, precisamente como homenaje a la película El Graduado. En el día de la boda de Burns y Jacqueline Bouvier, la pareja va hacia la iglesia de Springfield para casarse. Minutos antes de que todo se concretase, el Abuelo irrumpe en la ceremonia para preguntarle a Jacqueline si no prefería casarse con él en lugar de optar por el Sr. Burns. Aunque la dama dice que no se casaría con ninguno de los dos, el Abuelo dice que eso era suficiente para él, y juntos se van en un autobús con esta melodía.
El tema ocupa el puesto centésimo quincuagésimo séptimo de la lista de las 500 mejores canciones de todos los tiempos, según la revista Rolling Stone.

## Personal
(versión 1964)
- Paul Simon - voz (armonía grave) y guitarra acústica
- Art Garfunkel - voz principal (armonía aguda)
- Barry Kornfeld - guitarra acústica
- Bill Lee - contrabajo

(versión 1965)
- Paul Simon - voz principal y guitarra acústica
- Art Garfunkel - voz principal
- Al Gorgoni, Vinnie Bell - guitarra eléctrica
- Joe Mack - bajo
- Bobby Gregg - batería

## Posicionamiento en listas
| Lista (1966–68)                    | Mejor posición |
| ---------------------------------- | -------------- |
| Alemania (Official German Charts)  | 9              |
| Austria (Ö3 Austria Top 40)        | 3              |
| Australia (Kent Music Report)      | 3              |
| Bélgica (Flandes) (Ultratop 50)    | 11             |
| Canadá (RPM)                       | 4              |
| España (Promusicae)                | 17             |
| Estados Unidos (Billboard Hot 100) | 1              |
| Francia (SNEP)                     | 26             |
| Irlanda (IRMA)                     | 5              |
| Italia (FIMI)                      | 26             |
| Japón (Oricon Charts)              | 1              |
| Países Bajos (Dutch Top 40)        | 10             |
| Reino Unido (UK Singles Chart)     | 9              |

### Sucesión en listas
| Anterior: «Over and Over» de The Dave Clark Five «We Can Work It Out» de The Beatles | Billboard Hot 100 — Sencillo Nro 1 1 de enero de 1966 22 de enero de 1966 | Siguiente: «We Can Work It Out» de The Beatles |

## Versión de Disturbed
Una versión grabada por la banda estadounidense de Nu metal Disturbed se lanzó el 7 de diciembre de 2015 como el tercer sencillo de su sexto álbum de estudio Immortalized. Esta versión obtuvo el número uno en las listas de música rock de Billboard, incluyendo el Hard Rock Digital Songs y el Mainstream Rock Songs. Asimismo, gracias a esta versión, la banda consiguió su mejor desempeño en el Billboard Hot 100, alcanzando el número 42. También alcanzó la cuarta ubicación en Alemania y Australia, y obtuvo la máxima en Austria. Su versión apareció en el tráiler "tomorrow"  de Gears of War 4.
A diferencia de la versión original, David Draiman canta casi una octava más baja, en la tonalidad de F#m. La progresión de acordes es F#m, E, D, A. Su capacidad vocal va desde el E1 a A4.
En abril de 2016, Paul Simon aprobó esta versión. Además, el 1 de abril, Simon le envió al vocalista David Draiman un correo electrónico elogiando la interpretación de Disturbed en el late night show de Conan. Simon dijo: "Una interpretación realmente poderosa en Conan el otro día. Es la primera vez que los veo tocarla en vivo. Muy bueno. Gracias." Draiman respondió: "Señor Simon, me siento honrado más allá de las palabras. Sólo esperábamos rendirle homenaje a la brillantez de uno de los más grandes compositores de todos los tiempos. Su elogio significa el mundo para mí / nosotros y estaremos eternamente agradecidos". Hasta junio de 2016, el sencillo ha vendido más de 1 000 000 de descargas digitales, y que había sido transmitido en más de 54 millones de veces, estimado Nielsen Music. El video musical dirigido por Matt Mahurin, cuenta con más de 800 millones de reproducciones en YouTube y más de 600 millones en Spotify. El 27 de septiembre de 2016, esta versión se añadió al videojuego Rock Band 4 como contenido descargable.

### Posicionamiento en listas
| Lista (2016)                                | Mejor posición |
| ------------------------------------------- | -------------- |
| Alemania (Offizielle Deutsche Charts)       | 4              |
| Australia (ARIA)                            | 4              |
| Austria (Ö3 Austria Top 40)                 | 1              |
| Canadá (Canadian Hot 100)                   | 40             |
| Escocia (Scottish Singles Chart)            | 8              |
| Estados Unidos (Billboard Hot 100)          | 42             |
| Estados Unidos (Alternative Airplay)        | 22             |
| Estados Unidos (Mainstream Rock Songs)      | 1              |
| Estados Unidos (Hot Rock Songs)             | 3              |
| Estados Unidos (Hard Rock Digital Songs)    | 1              |
| Francia (SNEP Singles Chart)                | 191            |
| Hungría (Single Top 40)                     | 39             |
| Irlanda (IRMA)                              | 57             |
| Nueva Zelanda (Recorded Music NZ)           | 32             |
| Portugal (AFP)                              | 44             |
| Portugal (Billboard Portugal Digital Songs) | 1              |
| Reino Unido (UK Singles Chart)              | 29             |
| Suecia (Sverigetopplistan)                  | 45             |
| Suiza (Schweizer Hitparade)                 | 34             |

### Certificaciones
| País           | Organismo certificador | Certificación | Ventas  | Ref.   |
| -------------- | ---------------------- | ------------- | ------- | ------ |
| Australia      | ARIA                   | 2× Platino    | 140 000 | [ 47 ] |
| Austria        | IFPI Austria           | Platino       | 30 000  | [ 48 ] |
| Canadá         | Music Canada           | Platino       | 80 000  | [ 49 ] |
| Estados Unidos | RIAA                   | Platino       | 1 000   | [ 50 ] |
| Nueva Zelanda  | RMNZ                   | Oro           | 7 500   | [ 51 ] |
| Reino Unido    | BPI                    | Plata         | 200 000 | [ 52 ] |

### Sucesión en listas
| Anterior: «State of My Head» de Shinedown | Billboard Mainstream Rock Songs — Sencillo Nro 1 19 de marzo de 2016 — 6 de mayo de 2016 | Siguiente: «Emotionless» de Red Sun Rising |

## Otras versiones
The Sound of Silence no es solo uno de los temas más conocidos de Paul Simon y Art Garfunkel, también es uno de los más versionados, con adaptaciones de The Bachelors, B.B. Seaton y The Gaylads, quienes hicieron una versión reggae, Boudewijn de Groot, Gérard Lenorman, quien la versionó en francés, la islandesa Emilíana Torrini, José Feliciano, Nevermore, Shaw Blades y versiones electrónicas realizadas por la banda alemana Duptribe (2004) y MHE (2015). Ha sido también versionada por la cantante francesa Alizée, que durante sus conciertos la introduce como "una canción muy especial para mí". También hay una versión en español, a cargo del argentino Sergio Denis. En El Salvador fue versionada en los setenta, por Chamba Rodríguez, con el nombre " El instante del amor", siendo muy popular. También es un tema común de los músicos folclóricos turísticos en Perú. En Colombia, España, Chile, Honduras, Argentina, Bolivia y la República Dominicana la melodía es usada en cantos católicos del Padre Nuestro.
En el episodio 21 de la temporada 5 de Los Simpsons, es versionada con una letra distinta (referente a los abuelos) casi al final del episodio.
En 1989, como parte del disco "One small voice" la banda de metal progesivo Heir Apparent realizó una versión de dicho tema
En 2009 la Banda de Cabecera del Santísimo Cristo de la Expiración de Linares adaptó la canción a marcha de Semana Santa.
En 2012 la melodía fue usada en México para la propaganda televisiva de una empresa funeraria.
En 2016, aparece en el último episodio de la serie Castle y en la película Trolls.
En 2019, fue versionada por el grupo a capela Pentatonix.